# Aconitum leiwuqiense
Aconitum leiwuqiense är en ranunkelväxtart som beskrevs av Wen Tsai Wang. Aconitum leiwuqiense ingår i släktet stormhattar, och familjen ranunkelväxter. Inga underarter finns listade i Catalogue of Life.